# Paratoxodera cornicollis
Paratoxodera cornicollis är en bönsyrseart som beskrevs av Wood-mason 1889. Paratoxodera cornicollis ingår i släktet Paratoxodera och familjen Toxoderidae. Inga underarter finns listade i Catalogue of Life.